# Rolf Ineichen
Pas d'image ? Cliquez ici
Rolf Ineichen, né le 2 mai 1978 à Sursee en Suisse, est un entrepreneur, et un pilote automobile suisse. Il participe à des épreuves d'endurance aux mains de voitures de grand tourisme dans des championnats tels que le championnat du monde d'endurance, le WeatherTech SportsCar Championship, le GT World Challenge Europe Endurance Cup, le GT World Challenge Europe Sprint Cup, le DTM, les 24H Series, l'Intercontinental GT Challenge et l'ADAC GT Masters.

## Palmarès

### Résultats aux24 Heures du Mans
| Année | Écurie              | Copilotes                          | Voiture            | Classe   | Tours | Pos. | Class Pos. |
| ----- | ------------------- | ---------------------------------- | ------------------ | -------- | ----- | ---- | ---------- |
| 2021  | Herberth Motorsport | Robert Renauer (de) Ralf Bohn (de) | Porsche 911 RSR-19 | LMGTE Am | 330   | 38e  | 10e        |
| 2022  | Team WRT            | Mirko Bortolotti Dries Vanthoor    | Oreca 07           | LMP2     |       |      |            |

### Résultats aux24 Heures de Daytona
| Année | Écurie                   | Copilotes                                                            | Voiture                     | Classe | Tours | Pos. | Class Pos. |
| ----- | ------------------------ | -------------------------------------------------------------------- | --------------------------- | ------ | ----- | ---- | ---------- |
| 2014  | Dempsey Racing           | Klaus Bachler Christian Engelhart Lance Willsey                      | Porsche 911 GT America      | GTD    | 601   | Abd. | Abd.       |
| 2015  | Konrad Motorsport        | Klaus Bachler Christopher Zöchling Christian Engelhart Lance Willsey | Porsche 911 GT America      | GTD    | 176   | Abd. | Abd.       |
| 2016  | Konrad Motorsport        | Franz Konrad Marc Basseng Lance Willsey Fabio Babini                 | Lamborghini Huracán GT3     | GTD    | 699   | 24e  | 10e        |
| 2017  | GRT Grasser Racing Team  | Christian Engelhart Ezequiel Pérez Companc (en) Mirko Bortolotti     | Lamborghini Huracán GT3     | GTD    | 580   | 37e  | 15e        |
| 2018  | GRT Grasser Racing Team  | Mirko Bortolotti Rik Breukers Franck Perera                          | Lamborghini Huracán GT3     | GTD    | 752   | 21e  | 1re        |
| 2019  | GRT Grasser Racing Team  | Mirko Bortolotti Rik Breukers Christian Engelhart (en)               | Lamborghini Huracán GT3     | GTD    | 561   | 17e  | 1re        |
| 2020  | WRT Speedstar Audi Sport | Mirko Bortolotti Daniel Morad Dries Vanthoor                         | Audi R8 LMS GT3             | GTD    | 764   | 20e  | 3e         |
| 2021  | GRT Grasser Racing Team  | Mirko Bortolotti Marco Mapelli (en) Steijn Schothorst (en)           | Lamborghini Huracán GT3 Evo | GTD    | 347   | Abd. | Abd.       |
| 2021  | TR3 Racing               | Mirko Bortolotti Andrea Caldarelli Marco Mapelli (en)                | Lamborghini Huracán GT3 Evo | GTD    | 400   | Abd. | Abd.       |